# Figino Serenza
Figino Serenza es una localidad y comune italiana de la provincia de Como, región de Lombardía, con 5 142 habitantes.

## Evolución demográfica
| Gráfica de evolución demográfica de Figino Serenza entre 1861 y 2001 |
|                                                                      |
| Fuente ISTAT - elaboración gráfica de Wikipedia                      |